# Mason Motor Truck Company

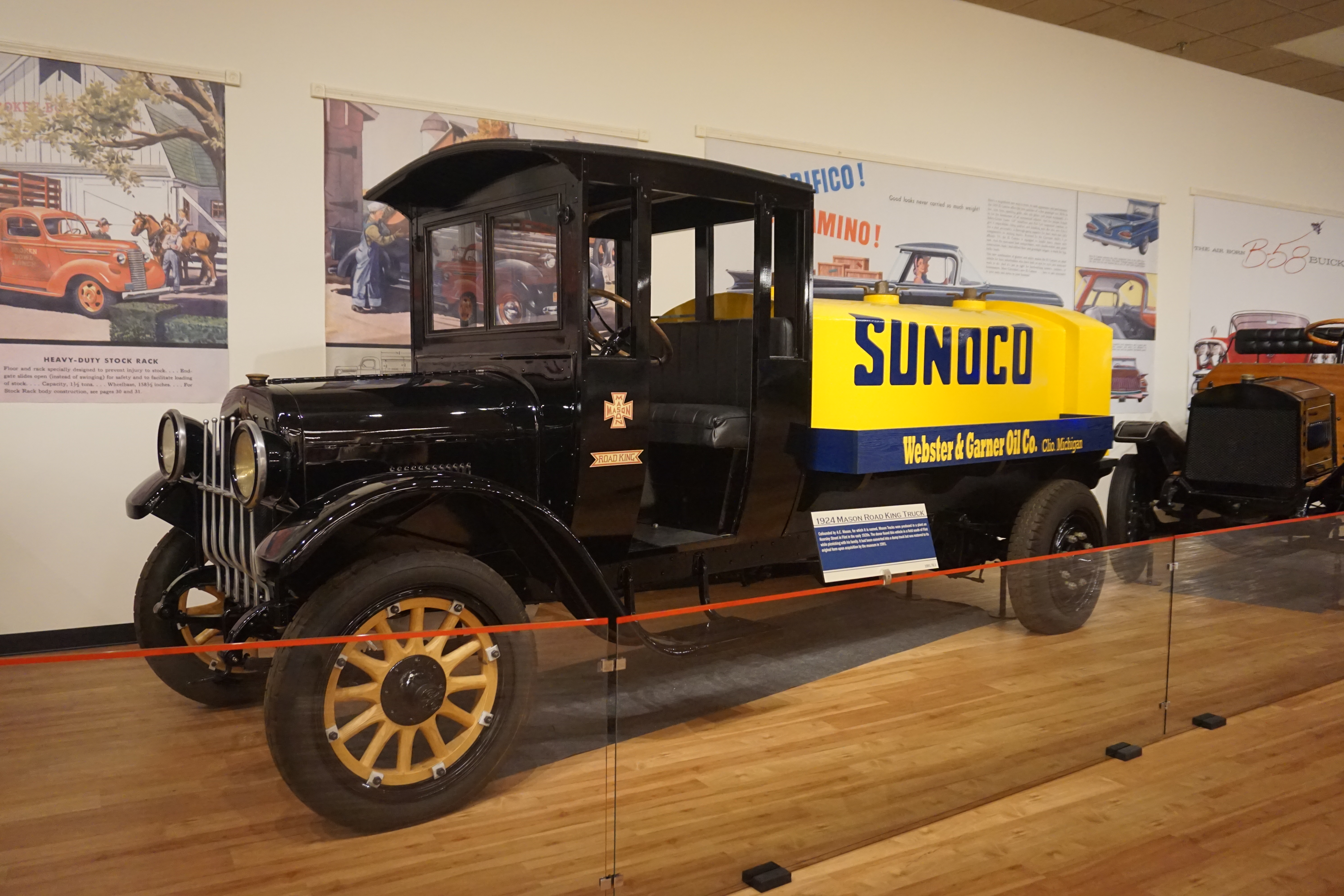
Lastkraftwagen von 1924

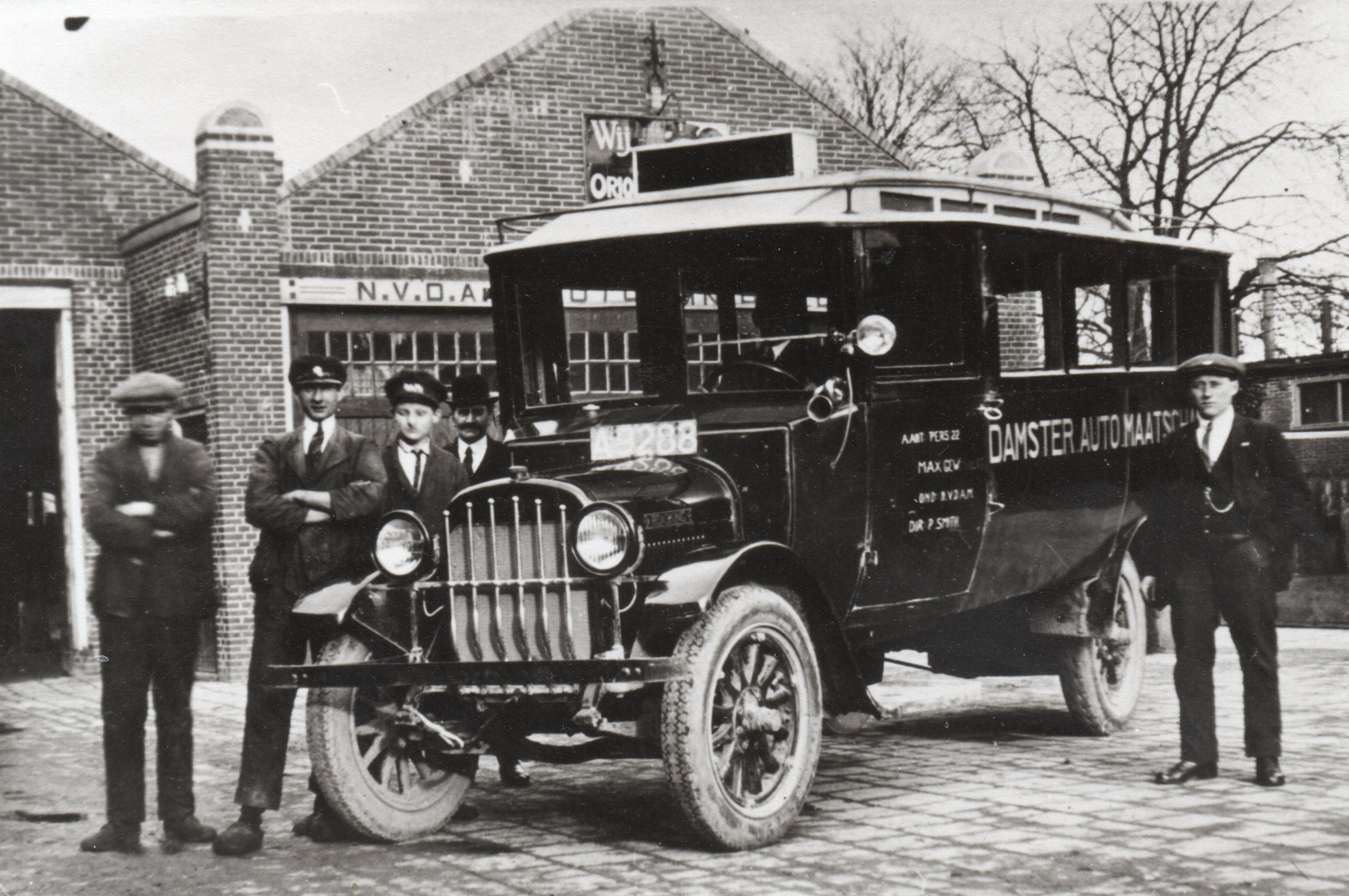
Mason Road King mit niederländischer Bus-Karosserie (Aufnahme von 1922).

Mason Motor Truck Company war ein US-amerikanischer Hersteller von Nutzfahrzeugen aus Flint in Michigan.

## Beschreibung
Das Unternehmen wurde von Arthur C. Mason und William Durant gegründet. Mason war ein ehemaliger Ingenieur bei Buick und Durant hatte dieses Unternehmen übernommen und daraus General Motors geformt.
1920 musste Durant zum zweiten Mal bei General Motors ausscheiden. 1922 gliederte er die Mason Motor Truck Company seinem neuen Konzern Durant Motors ein, wo das Unternehmen für mittlere und schwere Lkw zuständig war. In den frühen 1920er-Jahren baute man dort den Road King Speed Truck. Bauzeit war von 1922 bis 1925.

## Modellübersicht
| Modelljahr | Modell    | Nutzlast        | Motor Hersteller              | N.A.C.C. Rating | Radstand Zoll/mm |
| ---------- | --------- | --------------- | ----------------------------- | --------------- | ---------------- |
| 1922–1923  | Road King | 1 tn = 907 kg   | R4 Herschell-Spillman Model O | 25,6 HP         | 130 / 3303       |
| 1922–1923  | Road King | 1 tn = 907 kg   | R4 Herschell-Spillman Model O | 25,6 HP         | 150 / 3810       |
| 1923–1925  | Road King | 1½ tn = 1361 kg | R4 Herschell-Spillman Model O | 25,6 HP         | 130 / 3302       |
| 1923–1925  | Road King | 1½ tn = 1361 kg | R4 Herschell-Spillman Model O | 25,6 HP         | 150 / 3810       |